# Dreikampf-Weltmeisterschaft für Nationalmannschaften 1994

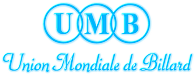
Logo UMB (ausrichtender Verband)

Die Dreikampf-Weltmeisterschaft für Nationalmannschaften 1994 war das sechste Mannschaftsturnier im Dreikampf. Das Turnier fand vom 16. bis zum 19. Juni 1994 in Essen statt.

## Geschichte
Belgien gewann die Dreikampf-Weltmeisterschaft für Nationalmannschaften (World-Team-Championship (WTC)) 1994 zum zweiten Mal nach 1990. Im Finale besiegten die Belgier Deutschland B mit 6:0. Platz drei belegte Deutschland A durch einen 5:1-Sieg im „kleinen Finale“ gegen Japan. Zusammen mit der Billardmesse besuchten über 13.000 Zuschauer das Turnier.

## Gemeldete Mannschaften
| Disziplin  | Ägypten      | Belgien         | Deutschland A     |
| ---------- | ------------ | --------------- | ----------------- |
| Einband    | Mohsen Fouda | Peter de Backer | Fabian Blondeel   |
| Cadre 71/2 | Salah Hafez  | Eddy Leppens    | Martin Horn       |
| Dreiband   | Anas Ibrahim | Paul Stroobants | Christian Rudolph |

| Disziplin  | Deutschland B  | Frankreich        | Italien            |
| ---------- | -------------- | ----------------- | ------------------ |
| Einband    | Stefan Galla   | Francis Connesson | Antonio Oddo       |
| Cadre 71/2 | Volker Baten   | Marc Massé        | Giuseppe Tagliavia |
| Dreiband   | Maximo Aguirre | Jean Michel Vidal | Ignazio Armato     |

| Disziplin  | Japan           | Niederlande         | Österreich          |
| ---------- | --------------- | ------------------- | ------------------- |
| Einband    | Tadashi Machida | Jean Paul de Bruijn | Kurt Mastny         |
| Cadre 71/2 | Kouichi Urabe   | Michel van Silfhout | Michael Hikl        |
| Dreiband   | Joshi Kai       | John Tijssens       | Gilbert Preissinger |

| Disziplin  | Schweiz           | Spanien        | Tschechien     |
| ---------- | ----------------- | -------------- | -------------- |
| Einband    | Pierre-Alain Rech | Rafael Garcia  | Zoltan Kovač   |
| Cadre 71/2 | Xavier Gretillat  | Carlos Tuset   | Herman Onderka |
| Dreiband   | Andreas Efler     | Ricardo Garcia | Ivo Gazdos     |

## Turniermodus
Es wurde mit drei Mannschaften pro Gruppe im Round-Robin-System gespielt. Die Gruppensieger zogen ins Halbfinale ein.
Die Spieldistanzen:
Einband: 100 Punkte
Cadre 71/2: 200 Punkte
Dreiband: Gruppenspiele: 2 GS bis 15 Punkte. Ab Halbfinale: 3 GS bis 15 Punkte
Bei einem Unentschieden (Einband, Cadre 71/2) wurde eine Verlängerung bis 10 % der Partiedistanz gespielt.
Die Wertung für die Endtabelle:
1. MP = Matchpunkte
2. PP = Partiepunkte
3. VMGD = Verhältnismäßiger Mannschafts Generaldurchschnitt

## Spiele

### Gruppe A
| Disziplin           | Name                | MP  | PP       | Pkt. | Aufn. | GD    | BED   | HS |
| ------------------- | ------------------- | --- | -------- | ---- | ----- | ----- | ----- | -- |
| (64,82) vs. (47,79) | (64,82) vs. (47,79) | 2:0 | 4:2      |      |       |       |       |    |
| Einband             | Tadashi Machida     | –   | 2:0      | 100  | 19    | 5,26  | 5,26  | 19 |
| Einband             | Rafael Garcia       | –   | 0:2      | 71   | 19    | 3,73  | –     | 23 |
| Cadre 71/2          | Kouichi Urabe       | –   | 0:2      | 56   | 7     | 8,00  | –     | 35 |
| Cadre 71/2          | Carlos Tuset        | –   | 2:0      | 200  | 7     | 28,57 | 28,57 | 57 |
| Dreiband            | Joshi Kai           | –   | 2:0(2:0) | 30   | 30    | 1,000 | 1,000 | 7  |
| Dreiband            | Ricardo Garcia      | –   | 0:2(0:2) | 16   | 29    | 0,551 | –     | 2  |

| Disziplin            | Name                 | MP  | PP       | Pkt.    | Aufn. | GD    | BED   | HS  |
| -------------------- | -------------------- | --- | -------- | ------- | ----- | ----- | ----- | --- |
| (279,02) vs. (72,62) | (279,02) vs. (72,62) | 2:0 | 4:2      |         |       |       |       |     |
| Einband              | Rafael Garcia        | –   | 2:0      | 100     | 4     | 25,00 | 25,00 | 62  |
| Einband              | Kurt Mastny          | –   | 0:2      | 28      | 4     | 7,00  | –     | 16  |
| Cadre 71/2           | Carlos Tuset         | –   | 0:2      | 200(?)  | 6     | 33,33 | 33,33 | 69  |
| Cadre 71/2           | Michael Hikl         | –   | 2:0      | 200(20) | 6     | 33,33 | 33,33 | 143 |
| Dreiband             | Ricardo Garcia       | –   | 2:0(2:1) | 44      | 42    | 1,047 | 1,047 | 5   |
| Dreiband             | Gilbert Preissinger  | –   | 0:2(1:2) | 27      | 41    | 0,658 | –     | 7   |

| Disziplin            | Name                 | MP  | PP       | Pkt. | Aufn. | GD     | BED    | HS  |
| -------------------- | -------------------- | --- | -------- | ---- | ----- | ------ | ------ | --- |
| (56,73) vs. (261,80) | (56,73) vs. (261,80) | 2:0 | 4:2      |      |       |        |        |     |
| Einband              | Tadashi Machida      | –   | 2:0      | 100  | 15    | 6,66   | 6,66   | 26  |
| Einband              | Kurt Mastny          | –   | 0:2      | 79   | 15    | 5,26   | –      | 19  |
| Cadre 71/2           | Kouichi Urabe        | –   | 0:2      | 0    | 1     | 0,00   | –      | 0   |
| Cadre 71/2           | Michael Hikl         | –   | 2:0      | 200  | 1     | 200,00 | 200,00 | 200 |
| Dreiband             | Joshi Kai            | –   | 2:0(2:0) | 30   | 33    | 0,909  | 0,909  | 4   |
| Dreiband             | Gilbert Preissinger  | –   | 0:2(0:2) | 23   | 32    | 0,718  | –      | 4   |

| Platz | Land       | MP  | PP  | VMGD  | BVMGD |
| ----- | ---------- | --- | --- | ----- | ----- |
| 1     | Japan      | 4:0 | 8:4 | 61,77 | –     |
| 2     | Spanien    | 2:2 | 6:6 | 86,33 | –     |
| 3     | Österreich | 0:4 | 4:8 | 92,46 | –     |

### Gruppe B
| Disziplin             | Name                  | MP  | PP       | Pkt. | Aufn. | GD    | BED   | HS |
| --------------------- | --------------------- | --- | -------- | ---- | ----- | ----- | ----- | -- |
| (61,78) B vs. (23,52) | (61,78) B vs. (23,52) | 2:0 | 6:0      |      |       |       |       |    |
| Einband               | Stefan Galla          | –   | 2:0      | 100  | 17    | 5,88  | 5,88  | 20 |
| Einband               | Zoltan Kovač          | –   | 0:2      | 36   | 17    | 2,11  | –     | 11 |
| Cadre 71/2            | Volker Baten          | –   | 2:0      | 200  | 14    | 14,28 | 14,28 | 73 |
| Cadre 71/2            | Herman Onderka        | –   | 0:2      | 113  | 14    | 8,07  | –     | 23 |
| Dreiband              | Maximo Aguirre        | –   | 2:0(2:1) | 35   | 40    | 0,875 | 0,875 | 6  |
| Dreiband              | Ivo Gazdos            | –   | 0:2(1:2) | 30   | 40    | 0,750 | –     | 4  |

| Disziplin           | Name                | MP  | PP       | Pkt.    | Aufn. | GD    | BED   | HS |
| ------------------- | ------------------- | --- | -------- | ------- | ----- | ----- | ----- | -- |
| (64,64) vs. (88,70) | (64,64) vs. (88,70) | 2:0 | 4:2      |         |       |       |       |    |
| Einband             | Jean Paul de Bruijn | –   | 2:0      | 100(10) | 21    | 4,76  | 4,76  | 22 |
| Einband             | Zoltan Kovač        | –   | 0:2      | 100(?)  | 21    | 4,76  | 4,76  | 21 |
| Cadre 71/2          | Michel van Silfhout | –   | 2:0      | 200     | 19    | 10,52 | 10,52 | 64 |
| Cadre 71/2          | Herman Onderka      | –   | 0:2      | 198     | 19    | 10,42 | –     | 40 |
| Dreiband            | John Tijssens       | –   | 0:2(0:2) | 24      | 24    | 1,000 | –     | 5  |
| Dreiband            | Ivo Gazdos          | –   | 2:0(2:0) | 30      | 25    | 1,200 | 1,200 | 5  |

| Disziplin             | Name                  | MP  | PP       | Pkt. | Aufn. | GD    | BED   | HS  |
| --------------------- | --------------------- | --- | -------- | ---- | ----- | ----- | ----- | --- |
| (75,42) B vs. (53,27) | (75,42) B vs. (53,27) | 2:0 | 4:2      |      |       |       |       |     |
| Einband               | Stefan Galla          | –   | 2:0      | 100  | 25    | 4,00  | 4,00  | 16  |
| Einband               | Jean Paul de Bruijn   | –   | 0:2      | 99   | 25    | 3,96  | –     | 19  |
| Cadre 71/2            | Volker Baten          | –   | 2:0      | 200  | 4     | 50,00 | 50,00 | 133 |
| Cadre 71/2            | Michel van Silfhout   | –   | 0:2      | 58   | 4     | 14,50 | –     | 56  |
| Dreiband              | Maximo Aguirre        | –   | 0:2(0:2) | 23   | 33    | 0,696 | –     | 4   |
| Dreiband              | John Tijssens         | –   | 2:0(2:0) | 30   | 34    | 0,882 | 0,882 | 3   |

| Platz | Land          | MP  | PP   | VMGD  | BVMGD |
| ----- | ------------- | --- | ---- | ----- | ----- |
| 1     | Deutschland B | 4:0 | 10:2 | 56,95 | 61,78 |
| 2     | Niederlande   | 2:2 | 6:6  | 56,03 | –     |
| 3     | Tschechien    | 0:4 | 2:10 | 48,66 | –     |

### Gruppe C
| Disziplin           | Name                | MP  | PP       | Pkt. | Aufn. | GD    | BED   | HS |
| ------------------- | ------------------- | --- | -------- | ---- | ----- | ----- | ----- | -- |
| (37,42) vs. (29,76) | (37,42) vs. (29,76) | 2:0 | 4:2      |      |       |       |       |    |
| Einband             | Pierre-Alain Rech   | –   | 0:2      | 66   | 19    | 3,47  | –     | 12 |
| Einband             | Antonio Oddo        | –   | 2:0      | 100  | 19    | 5,26  | 5,26  | 29 |
| Cadre 71/2          | Xavier Gretillat    | –   | 2:0      | 200  | 12    | 16,66 | 16,66 | 72 |
| Cadre 71/2          | Giuseppe Tagliavia  | –   | 0:2      | 65   | 12    | 5,41  | –     | 28 |
| Dreiband            | Andreas Efler       | –   | 2:0(2:1) | 40   | 58    | 0,689 | 0,689 | 4  |
| Dreiband            | Ignazio Armato      | –   | 0:2(1:2) | 29   | 58    | 0,500 | –     | 4  |

| Disziplin            | Name                 | MP  | PP       | Pkt. | Aufn. | GD    | BED   | HS  |
| -------------------- | -------------------- | --- | -------- | ---- | ----- | ----- | ----- | --- |
| (276,10) vs. (22,84) | (276,10) vs. (22,84) | 2:0 | 6:0      |      |       |       |       |     |
| Einband              | Peter de Backer      | –   | 2:0      | 100  | 8     | 12,50 | 12,50 | 61  |
| Einband              | Antonio Oddo         | –   | 0:2      | 30   | 8     | 3,75  | –     | 8   |
| Cadre 71/2           | Eddy Leppens         | –   | 2:0      | 200  | 4     | 50,00 | 50,00 | 125 |
| Cadre 71/2           | Giuseppe Tagliavia   | –   | 0:2      | 85   | 4     | 21,25 | –     | 37  |
| Dreiband             | Paul Stroobants      | –   | 2:0(2:0) | 30   | 25    | 1,200 | 1,200 | 6   |
| Dreiband             | Ignazio Armato       | –   | 0:2(0:2) | 23   | 24    | 0,958 | –     | 4   |

| Disziplin             | Name                  | MP  | PP       | Pkt. | Aufn. | GD    | BED   | HS  |
| --------------------- | --------------------- | --- | -------- | ---- | ----- | ----- | ----- | --- |
| (162,41) vs. (169,33) | (162,41) vs. (169,33) | 2:0 | 4:2      |      |       |       |       |     |
| Einband               | Peter de Backer       | –   | 2:0      | 100  | 16    | 6,25  | 6,25  | 23  |
| Einband               | Pierre-Alain Rech     | –   | 0:2      | 38   | 16    | 2,37  | –     | 7   |
| Cadre 71/2            | Eddy Leppens          | –   | 2:0      | 300  | 3     | 66,66 | 66,66 | 187 |
| Cadre 71/2            | Xavier Gretillat      | –   | 0:2      | 7    | 3     | 2,33  | –     | 3   |
| Dreiband              | Paul Stroobants       | –   | 0:2(0:2) | 17   | 14    | 1,214 | –     | 3   |
| Dreiband              | Andreas Efler         | –   | 2:0(2:0) | 30   | 15    | 2,000 | 2,000 | 7   |

| Platz | Land    | MP  | PP   | VMGD   | BVMGD  |
| ----- | ------- | --- | ---- | ------ | ------ |
| 1     | Belgien | 4:0 | 10:2 | 164,10 | 196,28 |
| 2     | Schweiz | 2:2 | 6:6  | 54,90  | –      |
| 3     | Italien | 0:4 | 2:10 | 33,61  | –      |

### Gruppe D
| Disziplin           | Name                | MP  | PP       | Pkt. | Aufn. | GD    | BED   | HS  |
| ------------------- | ------------------- | --- | -------- | ---- | ----- | ----- | ----- | --- |
| (86,94) vs. (33,87) | (86,94) vs. (33,87) | 2:0 | 4:2      |      |       |       |       |     |
| Einband             | Francis Connesson   | –   | 2:0      | 100  | 12    | 8,33  | 8,33  | 38  |
| Einband             | Mohsen Fouda        | –   | 0:2      | 62   | 12    | 5,16  | –     | 19  |
| Cadre 71/2          | Marc Massé          | –   | 2:0      | 200  | 6     | 33,33 | 33,33 | 112 |
| Cadre 71/2          | Salah Hafez         | –   | 0:2      | 22   | 6     | 3,66  | –     | 10  |
| Dreiband            | Jean Michel Vidal   | –   | 0:2(1:2) | 39   | 53    | 0,735 | –     | 4   |
| Dreiband            | Anas Ibrahim        | –   | 2:0(2:1) | 38   | 54    | 0,703 | 0,703 | 6   |

| Disziplin              | Name                   | MP  | PP       | Pkt. | Aufn. | GD     | BED    | HS  |
| ---------------------- | ---------------------- | --- | -------- | ---- | ----- | ------ | ------ | --- |
| (247,73) A vs. (39,95) | (247,73) A vs. (39,95) | 2:0 | 6:0      |      |       |        |        |     |
| Einband                | Fabian Blondeel        | –   | 2:0      | 100  | 11    | 9,09   | 9,09   | 31  |
| Einband                | Mohsen Fouda           | –   | 0:2      | 36   | 11    | 3,27   | –      | 17  |
| Cadre 71/2             | Martin Horn            | –   | 2:0      | 200  | 2     | 100,00 | 100,00 | 106 |
| Cadre 71/2             | Salah Hafez            | –   | 0:2      | 3    | 2     | 1,50   | –      | 2   |
| Dreiband               | Christian Rudolph      | –   | 0:2(1:2) | 40   | 39    | 1,025  | –      | 5   |
| Dreiband               | Anas Ibrahim           | –   | 2:0(2:1) | 31   | 40    | 0,775  | 0,775  | 7   |

| Disziplin              | Name                   | MP  | PP       | Pkt.    | Aufn. | GD    | BED   | HS  |
| ---------------------- | ---------------------- | --- | -------- | ------- | ----- | ----- | ----- | --- |
| (127,20) A vs. (70,93) | (127,20) A vs. (70,93) | 2:0 | 4:2      |         |       |       |       |     |
| Einband                | Fabian Blondeel        | –   | 0:2      | 100(10) | 14    | 7,14  | 7,14  | 33  |
| Einband                | Francis Connesson      | –   | 2:0      | 100(11) | 14    | 7,14  | 7,14  | 46  |
| Cadre 71/2             | Martin Horn            | –   | 2:0      | 200     | 5     | 40,00 | 40,00 | 106 |
| Cadre 71/2             | Marc Massé             | –   | 0:2      | 94      | 5     | 18,80 | –     | 68  |
| Dreiband               | Christian Rudolph      | –   | 2:0(2:0) | 30      | 26    | 1,153 | 1,153 | 7   |
| Dreiband               | Jean Michel Vidal      | –   | 0:2(0:2) | 21      | 25    | 0,840 | –     | 4   |

| Platz | Land          | MP  | PP  | VMGD   | BVMGD |
| ----- | ------------- | --- | --- | ------ | ----- |
| 1     | Deutschland A | 4:0 | 8:4 | 145,48 | –     |
| 2     | Frankreich    | 2:2 | 6:6 | 77,53  | –     |
| 3     | Ägypten       | 0:4 | 4:8 | 31,29  | –     |

### Halbfinale
| Disziplin            | Name                 | MP  | PP       | Pkt. | Aufn. | GD    | BED   | HS | VGD    |
| -------------------- | -------------------- | --- | -------- | ---- | ----- | ----- | ----- | -- | ------ |
| (82,70) vs. (112,10) | (82,70) vs. (112,10) | 2:0 | 4:2      |      |       |       |       |    |        |
| Einband              | Peter de Backer      | –   | 2:0      | 100  | 14    | 7,14  | 7,14  | 32 | 96,80  |
| Einband              | Tadashi Machida      | –   | 0:2      | 93   | 14    | 6,64  | –     | 30 | 86,80  |
| Cadre 71/2           | Eddy Leppens         | –   | 2:0      | 200  | 16    | 12,50 | 12,50 | 61 | 31,66  |
| Cadre 71/2           | Kouichi Urabe        | –   | 0:2      | 184  | 16    | 11,50 | –     | 40 | 27,50  |
| Dreiband             | Paul Stroobants      | –   | 0:2(2:3) | 52   | 51    | 1,019 | –     | 7  | 119,67 |
| Dreiband             | Joshi Kai            | –   | 2:0(3:2) | 66   | 51    | 1,294 | 1,294 | 7  | 222,00 |

| Disziplin                 | Name                      | MP  | PP       | Pkt.    | Aufn. | GD    | BED   | HS  | VGD    |
| ------------------------- | ------------------------- | --- | -------- | ------- | ----- | ----- | ----- | --- | ------ |
| (157,04) B vs. A (174,15) | (157,04) B vs. A (174,15) | 2:0 | 6:0      |         |       |       |       |     |        |
| Einband                   | Stefan Galla              | –   | 2:0      | 100     | 12    | 8,33  | 8,33  | 28  | 125,75 |
| Einband                   | Fabian Blondeel           | –   | 0:2      | 54      | 12    | 4,50  | –     | 16  | 54,28  |
| Cadre 71/2                | Volker Baten              | –   | 2:0      | 200(20) | 6     | 33,33 | 33,33 | 97  | 98,08  |
| Cadre 71/2                | Martin Horn               | –   | 0:2      | 200(5)  | 6     | 33,33 | 33,33 | 154 | 98,08  |
| Dreiband                  | Maximo Aguirre            | –   | 2:0(3:2) | 57      | 52    | 1,096 | 1,096 | 6   | 148,40 |
| Dreiband                  | Christian Rudolph         | –   | 0:2(2:3) | 53      | 52    | 1,019 | –     | 5   | 119,67 |

### Finalspiele
| Disziplin              | Name                   | MP  | PP       | Pkt. | Aufn. | GD    | BED   | HS  | VGD    |
| ---------------------- | ---------------------- | --- | -------- | ---- | ----- | ----- | ----- | --- | ------ |
| (313,71) A vs. (94,44) | (313,71) A vs. (94,44) | 2:0 | 5:1      |      |       |       |       |     |        |
| Einband                | Fabian Blondeel        | –   | 2:0      | 100  | 5     | 20,00 | 20,00 | 41  | 467,14 |
| Einband                | Tadashi Machida        | –   | 0:2      | 19   | 5     | 3,80  | –     | 17  | 43,33  |
| Cadre 71/2             | Martin Horn            | –   | 2:0      | 200  | 4     | 50,00 | 50,00 | 101 | 150,00 |
| Cadre 71/2             | Kouichi Urabe          | –   | 0:2      | 27   | 4     | 6,75  | –     | 15  | 13,50  |
| Dreiband               | Christian Rudolph      | –   | 1:1(2:2) | 51   | 33    | 1,545 | 1,545 | 7   | 324,00 |
| Dreiband               | Joshi Kai              | –   | 1:1(2:2) | 43   | 33    | 1,303 | 1,303 | 7   | 226,50 |

| Disziplin              | Name                   | MP  | PP       | Pkt. | Aufn. | GD    | BED   | HS  | VGD    |
| ---------------------- | ---------------------- | --- | -------- | ---- | ----- | ----- | ----- | --- | ------ |
| (231,92) vs. B (90,68) | (231,92) vs. B (90,68) | 2:0 | 6:0      |      |       |       |       |     |        |
| Einband                | Peter de Backer        | –   | 2:0      | 100  | 9     | 11,11 | 11,11 | 44  | 213,14 |
| Einband                | Stefan Galla           | –   | 0:2      | 65   | 9     | 7,22  | –     | 34  | 98,40  |
| Cadre 71/2             | Eddy Leppens           | –   | 2:0      | 200  | 3     | 66,66 | 66,66 | 139 | 216,64 |
| Cadre 71/2             | Volker Baten           | –   | 0:2      | 17   | 3     | 5,66  | –     | 16  | 11,32  |
| Dreiband               | Paul Stroobants        | –   | 2:0(2:1) | 42   | 30    | 1,400 | 1,400 | 8   | 266,00 |
| Dreiband               | Maximo Aguirre         | –   | 0:2(1:2) | 33   | 29    | 1,137 | –     | 7   | 162,33 |

## Abschlusstabelle
| Platz | Land          | Spiele | G-U-V | MP  | PP    | VMGD   | BVMGD  |
| ----- | ------------- | ------ | ----- | --- | ----- | ------ | ------ |
| 1     | Belgien       | 4      | 4-0-0 | 8:0 | 20:4  | 132,35 | 231,92 |
| 2     | Deutschland B | 4      | 3-0-1 | 6:2 | 16:8  | 79,73  | 124,07 |
| 3     | Deutschland A | 4      | 3-0-1 | 6:2 | 13:11 | 145,70 | 313,71 |
| 4     | Japan         | 4      | 2-0-2 | 4:4 | 11:13 | 134,88 | –      |
| 5     | Spanien       | 2      | 1-0-1 | 2:2 | 6:6   | 86,33  | –      |
| 6     | Frankreich    | 2      | 1-0-1 | 2:2 | 6:6   | 77,53  | –      |
| 7     | Niederlande   | 2      | 1-0-1 | 2:2 | 6:6   | 56,03  | –      |
| 8     | Schweiz       | 2      | 1-0-1 | 2:2 | 6:6   | 77,53  | –      |
| 9     | Österreich    | 2      | 0-0-2 | 0:4 | 4:8   | 92,46  | –      |
| 10    | Ägypten       | 2      | 0-0-2 | 0:4 | 4:8   | 31,29  | –      |
| 11    | Tschechien    | 2      | 0-0-2 | 0:4 | 2:10  | 48,66  | –      |
| 12    | Italien       | 2      | 0-0-2 | 0:4 | 2:10  | 33,61  | –      |

## Einzel-Ranglisten
| Platz | Name                | MP  | Pkte. | Aufn. | GD   | BED   | HS |
| ----- | ------------------- | --- | ----- | ----- | ---- | ----- | -- |
| 1     | Peter de Backer     | 8:0 | 400   | 47    | 8,51 | 12,50 | 61 |
| 2     | Stefan Galla        | 6:2 | 365   | 63    | 5,79 | 8,33  | 34 |
| 3     | Fabian Blondeel     | 4:4 | 354   | 42    | 8,42 | 20,00 | 41 |
| 4     | Francis Connesson   | 4:0 | 200   | 26    | 7,69 | 8,33  | 46 |
| 5     | Tadashi Machida     | 4:4 | 312   | 53    | 5,88 | 6,66  | 30 |
| 6     | Rafael Garcia       | 2:2 | 171   | 23    | 7,43 | 25,00 | 62 |
| 7     | Antonio Oddo        | 2:2 | 130   | 27    | 4,81 | 5,26  | 29 |
| 8     | Jean Paul de Bruijn | 2:2 | 199   | 46    | 4,32 | 4,76  | 21 |
| 9     | Kurt Mastny         | 0:4 | 107   | 19    | 5,63 | –     | 19 |
| 10    | Mohsen Fouda        | 0:4 | 98    | 23    | 4,26 | –     | 19 |
| 11    | Zoltan Kovač        | 0:4 | 136   | 38    | 3,57 | 4,76  | 22 |
| 12    | Pierre-Alain Rech   | 0:4 | 104   | 35    | 2,97 | –     | 12 |

| Platz | Name                | MP  | Pkte. | Aufn. | GD    | BED    | HS  |
| ----- | ------------------- | --- | ----- | ----- | ----- | ------ | --- |
| 1     | Eddy Leppens        | 8:0 | 800   | 26    | 30,76 | 66,66  | 187 |
| 2     | Martin Horn         | 6:2 | 800   | 17    | 47,05 | 100,00 | 154 |
| 3     | Volker Baten        | 6:2 | 617   | 27    | 22,85 | 50,00  | 133 |
| 4     | Michael Hikl        | 4:0 | 400   | 7     | 57,14 | 200,00 | 200 |
| 5     | Carlos Tuset        | 2:2 | 400   | 13    | 30,76 | 33,33  | 69  |
| 6     | Marc Massé          | 2:2 | 294   | 11    | 26,72 | 33,33  | 112 |
| 7     | Xavier Gretillat    | 2:2 | 207   | 15    | 13,80 | 16,66  | 72  |
| 8     | Michel van Silfhout | 2:2 | 258   | 23    | 11,21 | 10,52  | 64  |
| 9     | Kouichi Urabe       | 0:8 | 267   | 28    | 9,53  | –      | 40  |
| 10    | Herman Onderka      | 0:4 | 311   | 33    | 9,42  | –      | 40  |
| 11    | Giuseppe Tagliavia  | 0:4 | 150   | 16    | 9,37  | –      | 37  |
| 12    | Salah Hafez         | 0:4 | 25    | 8     | 3,12  | –      | 10  |

| Platz | Name                | MP  | SP  | Pkte. | Aufn. | GD    | BED   | HS |
| ----- | ------------------- | --- | --- | ----- | ----- | ----- | ----- | -- |
| 1     | Joshi Kai           | 7:1 | 9:4 | 169   | 147   | 1,149 | 1,303 | 7  |
| 2     | Andreas Efler       | 4:0 | 4:1 | 70    | 73    | 0,958 | 2,000 | 7  |
| 3     | Anas Ibrahim        | 4:0 | 4:2 | 69    | 94    | 0,734 | 0,775 | 7  |
| 4     | Paul Stroobants     | 4:4 | 6:6 | 141   | 120   | 1,175 | 1,400 | 8  |
| 5     | Maximo Aguirre      | 4:4 | 6:7 | 148   | 154   | 0,961 | 1,096 | 7  |
| 6     | Christian Rudolph   | 3:5 | 7:7 | 174   | 150   | 1,160 | 1,153 | 7  |
| 7     | Ivo Gazdos          | 2:2 | 3:2 | 60    | 65    | 0,923 | 1,200 | 5  |
| 8     | John Tijssens       | 2:2 | 2:2 | 54    | 58    | 0,931 | 0,882 | 5  |
| 9     | Ricardo Garcia      | 2:2 | 2:3 | 60    | 71    | 0,845 | 1,047 | 5  |
| 10    | Jean Michel Vidal   | 0:4 | 1:4 | 60    | 78    | 0,769 | –     | 4  |
| 11    | Gilbert Preissinger | 0:4 | 1:4 | 50    | 73    | 0,684 | –     | 7  |
| 12    | Ignazio Armato      | 0:4 | 1:4 | 52    | 82    | 0,634 | –     | 4  |